# Hans Schmidt (calciatore 1887-1916)
Hans Schmidt (2 novembre 1887 – 9 luglio 1916) è stato un calciatore tedesco, di ruolo attaccante.
Giocò in nazionale una volta nel 1908 contro l'Austria.
Perì al fronte durante la prima guerra mondiale, all'età di 29 anni.